# Na Yong
Na Yong (em tailandês: อำเภอย่านตาขาว) é um distrito da província de Trang, no sul da Tailândia. É um dos 10 distritos que compõem a província. Sua população, de acordo com dados de 2012, era de 43 845 habitantes, e sua área territorial é de 165,1 km².